# Głuchoniemcy
Głuchoniemcy (niem. Taubdeutsche, Walddeutsche) – termin występujący w polskim oraz niemieckim piśmiennictwie etnograficznym dla określenia grupy etnograficznej ludności niemieckojęzycznej, pochodzenia niemieckiego, bądź połabskiego osadzonej w późnym średniowieczu w Karpatach polskich, między Wisłoką a Sanem, w niektórych publikacjach między Dunajcem a Sanem, która w kolejnych stuleciach utraciła odrębność językową. Niewielka liczba osadników sprawiła, że kultura tej ludności nie wniosła większego wkładu w kulturę regionu, ograniczając się do enklaw.

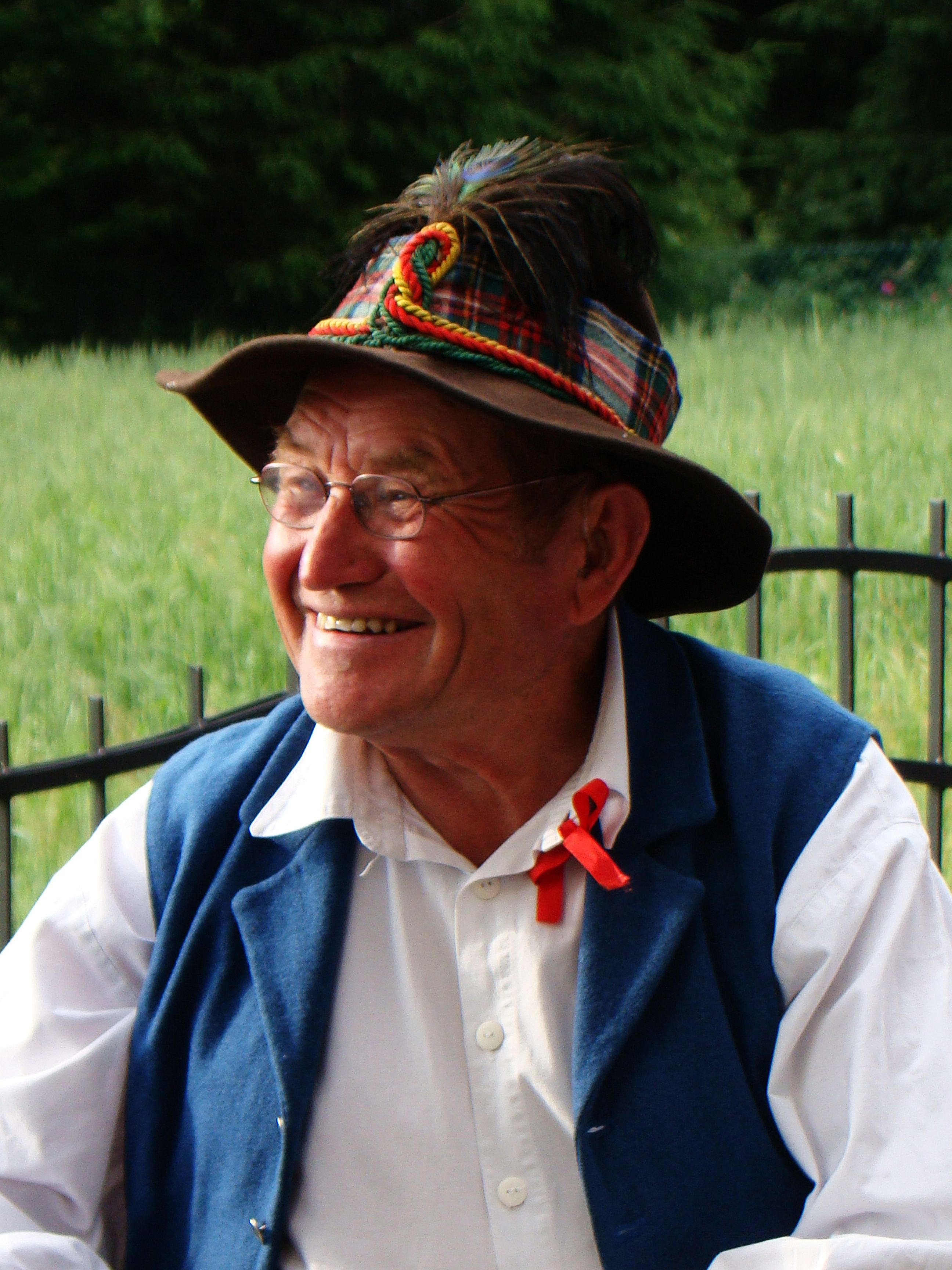
Na Głuchoniemcach, Pogórzanin w stroju ludowym z okolic Rymanowa

## Historia
Historycy polscy do XVIII wieku nie interesowali się kolonizacją niemiecką. Zjawisko to dostrzegł dopiero Tadeusz Czacki, a po nim Joachim Lelewel.
Według historyka Marcina Bielskiego (1551) osiedlanie niemieckich kolonistów przypisywano już Bolesławowi Chrobremu.

A dlatego je (Niemców) Bolesław tam osadzał, aby bronili granic od Węgier i Rusi; ale że był lud gruby, niewaleczny, obrócono je do roli i do krów, bo sery dobrze czynią, zwłacza w Spiżu i na Pogórzu, drudzy też kądziel dobrze przędą i przetoż płócien z Pogórza u nas bywa najwięcej.

Ponad trzydzieści lat później w roku 1582 kronikarz Maciej Stryjkowski napisał, że niemieccy chłopi osadzeni pod Przeworskiem, Przemyślem, Sanokiem, i Jarosławiem są dobrymi rolnikami:

Niemcy na Pogórzu osadzeni –
Roku zaś 1355, Kazimierz król widząc Pogórskiej Rusi krainy dla częstych najazdów Litewskich zburzone i puste, Niemieckiego narodu ludzi w krainach tamtych osadził, którzy jeszcze i dziś po wsiach mieszkają około Przeworska, Przemyśla, Sanoka i Jarosławia, a jakom sam widział, są ossobliwi gospodarze.

W roku 1632 podobną opinię wyraził Szymon Starowolski w dziele Polonia:

Następnie idzie Łańcut (…) i Rzeszów (…) ; mleka tu i płócien lnianych wielka jest zwykle obfitość, ponieważ wioski na całym tym obszarze zamieszkują potomkowie niemieckiego plemienia, wzięci na jakiejś wojnie przez Kazimierza Wielkiego, króla Polski, lub sprowadzeni z Saksonii, z dziećmi i żonami, aż w te okolice. Ci przeto o bydło i uprawę lnu troszczą się wielce i w porze jarmarków tak do innych okolicznych miast wymieniane towary zwożą na sprzedaż, jak przede wszystkim do Rzeszowa i Jarosławia

Określenia tego użył następnie Ignacy Krasicki w jednym z komentarzy do herbarza Kacpra Niesieckiego.
Ważną cezurą w historii polityczno-gospodarczej tego obszaru był rok 1846 oraz wydarzenia rzezi galicyjskiej, które doprowadziły do masakry polskiej szlachty.
Pojęcie Głuchoniemcy zostało użyte również na początku XX wieku w dziele etnograficznym Karłowicza i Jabłonowskiego, którzy używali tego określenia w szerszym znaczeniu „Cały obszar Podgórza od Dołów Sanockich po Gorlice, Szymbark i Pilzno, skolonizowany był przez sasów i do dziś jeszcze lud nazywa tę okolicę «Na Głuchoniemcach» ”.
W roku 1907 wzmiankę ze „Słownika Geograficznego” dotyczącą wsi Markowa wykorzystał w swojej monografii o Niemcach karpackich historyk Raimund Friedrich Kaindl.

### Etnografia
Ludność niemiecka zamieszkała na terenach Rusi Czerwonej oraz południowej części Polski między Łańcutem a Przemyślem, uległa polonizacji dopiero pod koniec XVI wieku. Na Podkarpaciu przetrwała aż do XVIII wieku. Mieli własne kościoły i kaplice, swych kapłanów i nierzadko zamieszkiwali konkretną dzielnicę miasta lub poszczególne wsie. Do pomników niemieckiej Bauernkultur zaliczane są m.in. drewniane kościółki na Podkarpaciu, podobnie jak kościółki na Śląsku i Morawach.
W XIX-wiecznym piśmiennictwie polskim traktującym o obecności zachodnich osadników na tym obszarze Słownik geograficzny Królestwa Polskiego spopularyzował zarówno samo określanie, jak i zjawisko. Przy opisie ludności Słownik wspomina m.in. że „Spotykają się tu (Galicja) rody: Głuchoniemców (osadnicy sprowadzeni w XIV wieku z Saksonii, i Holandii,… Mazurów, Chrobatów i Rusinów”. Byli jedną z ważniejszych grup etnograficznych Galicji zaliczani do tzw. „Podolaków”, czyli równiaków, mieszkańców równin obok Krakowiaków, Mazurów, Grębowiaków (Lisowiacy, czyli Borowcy), Bełżan, Bużan (Łopotniki, Poleszuki), Opolan, Wołyniaków, Pobereżców, czyli Nistrowian.
W roku 1858 Maciejowski napisał, że „Ludność takowego prawa (prawo magdeburskie) głównie na tak zwanych jasielskich i sanockich dołach wzdłuż dolin rzek Ropy, Jasełki i Wisłoki siedziała, nazywając się głuchoniemcami, czyli ludźmi, którzy, choć nie słyszą i nie rozumieją niemieckiej mowy, mają jednakże w sobie coś od miejscowej ludności odrębnego. Nie było widać wśród tej ludności szlacheckich dworów, ale tak na dolinach, jak w górach, gęsto rozsiane sołtystwa i wybranieckie łany, do których był przywiązany obowiązek bronienia granicy, spostrzegać się dawały”. Jednakże przed ukazaniem się wzmianki w Słowniku, pierwszym, który podjął próbę opisania średniowiecznych Sasów z Podkarpacia, był Wincenty Pol, który w roku 1869 napisał:

„Na obszarze Wisłoki uderza nas fakt inny; całą tę okolicę, którą obszar Wisłoki, Ropy, Jasły, Jasełki i średniego Wisłoka zajmuje, osiedli tak zwani Głuchoniemcy od dołów Sanockich począwszy, to jest od okolicy Komborni, Haczowa, Trześniowa aż po Grybowski dział: Gorlice, Szymbark i Ropę od wschodu na zachód, ku północy aż po ziemię Pilźniańską, która jest już ziemią województwa Sandomierskiego. Cała okolica Głuchoniemców jest nowo-siedlinami Sasów; jakoż strój przechowali ten sam co węgierscy i siedmiogrodzcy Sasi. Niektóre okolice są osiadłe przez Szwedów, ale cały ten lud mówi dzisiaj na Głuchoniemcach najczystszą mową polską dijalektu małopolskiego, i lubo z postaci odmienny i aż dotąd Głuchoniemcami zwany, nie zachował ani w mowie ani w obyczajach śladów pierwotnego swego pochodzenia, tylko że rolnictwo stoi tu na wyższym stopniu, a tkactwo jest powołaniem i głównie domowem zajęciem tego rodu”

W podobny sposób pisał również Józef Szujski. W roku 1885 Władysław Bełza opisał potomków dawnych osadników z okolic Iwonicza, wykazując pewne różnice na tle ludności ruskiej oraz Mazurów, podając wiele współczesnych mu nazwisk o niemieckim brzmieniu.

„Lud tutejszy nie grzeszy zbytnią urodą, ale jest rosły, silny i wytrwały w pracy, a przytem uczciwy i moralny, w czem przedstawia zupełne przeciwieństwo z sąsiadującymi z nim ludnością ruską i mazurską, która nie posiada w tym stopniu żadnej z powyższych zalet, choć pod zewnętrznym względem przedstawia typ o wiele idealniejszy. Iwoniczanin, osiadły w górach przejął zwyczaje ludu górskiego; zamieszkuje on jak oni kurne chaty i ciężkim trudem około jałowej roli zdobywa sobie kęs chleba…”

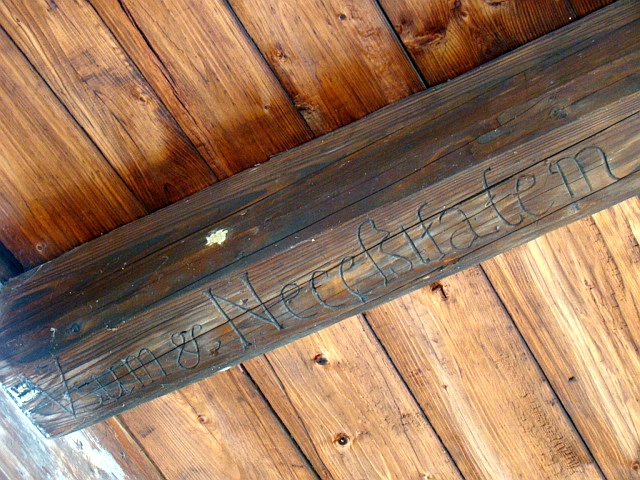
Znak „ß”, użyty w krótkiej inwokacji na sklepieniu spichlerza w Przeczycy z 1732.

Oskar Kolberg wyraził przypuszczenie, „Zdaje nam się, że takie wmieszanie między ludność polską na wielkich obszarach kilkudziesięciu tysięcy Niemców było tym dla postępu rękodzieł, przemysłu i cywilizacji rolniczej, czym jest dla stanu zdrowia ospy szczepienie”
3 kwietnia 1944 roku na wystawę sztuki i kultury niemieckiej w Krakowie wysłano m.in. z Muzeum Sanockiego szereg eksponatów mających reprezentować dorobek kultury niemieckiej minionych wieków w widłach Wisły i Sanu. Były to wszystkie stroje ludowe w tym kompletne stroje i hafty haczowskie, krajki, czepce m.in. z Jasła i Jawornika, kamizelki, wieńce weselne ze wstążkami, księgi cechowe ręcznie pisane sanockie i brzozowskie, nadania królewskie pergaminowe dla miasta Sanoka, Kazimierza Wielkiego z 1366 roku, Stefana Batorego z 1578 i Zygmunta III Wazy z 1628, dokumenty pergaminowe miasta Brzozowa i nadania biskupa Jana Karnkowskiego z 1530. Znalazły się również obrazy gotyckie, rzeźby i kilkanaście przykładów dawnego uzbrojenia.

### Język
W poszczególnych wsiach na Podkarpaciu język niemiecki przetrwał do XVIII wieku, podobnie na Śląsku istniały wsie polskie w niemieckim otoczeniu językowym do tegoż czasu. W analizie porównawczej języka wsi okolic Krosna i Łańcuta niemiecki historyk prof. Schwarz wyraził opinię, że podobne zjawiska z dziedziny lingwistyki występowały w niemieckich wyspach językowych około Gliwic, Bielska-Białej (zob. etnolekt hałcnowski), a także na pograniczu śląsko-morawskim w okolicach Osobłogi i Białej. Stwierdza tym samym, że to południowa część Górnego Śląska była strefą wyjściową dla XIV i XV-wiecznej kolonizacji w pasie podkarpackim. Okolice Nysy miały być według tego autora terenem wyjściowym dla osadników w rejonie Łańcuta, natomiast okolice Krosna wskazują na związek z niemieckimi osadnikami na terenach dzisiejszej Słowacji, które w średniowieczu należały do węgierskich komitatów. Inni zwracali uwagę na możliwość sprowadzenia pewnej grupy kolonistów ze Śląska przez Ottona z Pilczy dzięki pomocy księcia Władysława Opolczyka.
W roku 1816 Tomasz Święcki, a następnie Adam Naruszewicz (wyd. 1836) napisał, że „całe Podgórze Ruskie i Małopolskie, tudzież inne miejsca pograniczne, różnych teraz rzemieślników pełne, są to osady pierwiastkowe tego dobroczynnego króla (Kazimierza Wielkiego). Język tych ludzi nieco przygrubszy, a jakieś ze Szląskiem, Morawskiem, Czeskim i Pruskim podobieństwem mający, dowodem jest pierwszej ich ojczyzny. Stąd też poszły owe zniemczone od nowych osadników, lub na nowo nadane miastom Polskim i Ruskim, Lambergi, Frawensztadu, Łańcuta, Pilsna, Gorlicy, i tym podobne nazwiska”.
Przed rokiem 1651 w dorzeczu Wisłoka w okolicach Rymanowa słychać było jeszcze mowę niemiecką. Podobnie było w okolicach Przeworska, Kosiny, Łańcuta.
W mowie ludności wsi okolic Krosna w drugiej połowie XIX w. wyrazy zachowują jeszcze pewne germańskie nazwy, często znacznie zniekształcone jak. np. manta – płaszcz, szesterka – siostra męża, Geistag – zielone święta.

### Zabytki języka niemieckiego
Najstarsze zabytki języka niemieckiego sięgające połowy wieku XIX, spisane w okolicach Łańcuta i Markowej.

Pieśń Wielkopiątkowa

Charfreitaglied, lub Fastenlied

Am Donnerstag zeita,

Am Charfreitag früh,

Wo Gött gefanga auf sein Kreutzbrett geschwon.

Sein Seittley gestocha.

Sein Seittley gebrocha.

Die Ingfer Maria grienst;

Gott zu Sie;

Ne grein, ne grein

Fran fi Mutter mein

Auf a dritta Tag weis vyn Toda aufadystehu

Mir warms zieha and Himmelreich

(Wier werden sein)

Dyta wann mir seyn ewig und gleich

(Dort werden wier)

Am Himmelreich hat viel Freuda die Engelen

Sie Singars si spielas Götty sehr schön

II. Pieśń Wielkanocna – Osterlied „Chrysta ist aderstanda”

Chrysta ist adesztanda

Fi dar Moter a tys. (Von der Marterall)

Was solla mira (wir) ny froh seyn

Christa soll endar (unser) Getrost seyn

Kirye eleyson.

Wie an Necht ist adesztanda

Aso ist die Wadel ziehgana

Der sind aso adesztanda ist

Ływa mir dan Vater Jesu Christ

(Loben wier)

Kirye eleyson.

Gimasz Ces gingen drey heilige Fraua

Smogesz a dan Thaua

(des Morgens)

Gesuchta das dan Vater Jesu Christ

Da die vedam Tod afesztanda ist

Kirye eleyson

Ender unsern liebsta Maria trauma ma in einem Traum

Sie sachs auf ihrem Harzelein wüchst am einer Boum

Da die schanta triets a Gottes Christa Naynd,

Maria di dier wachet, di trugst an jenes Land,

Kirye eleyson

Prawdopodobnie całkowita polonizacja ludności w omawianych regionach nastąpiła około XVIII wieku.
Niektórzy historycy jak np. Mychajło Hruszewski podkreślali, że na tych terenach „w konsekwencji żywioł niemiecki przyczynił się niewątpliwie do wzmocnienia etnosu polskiego”.

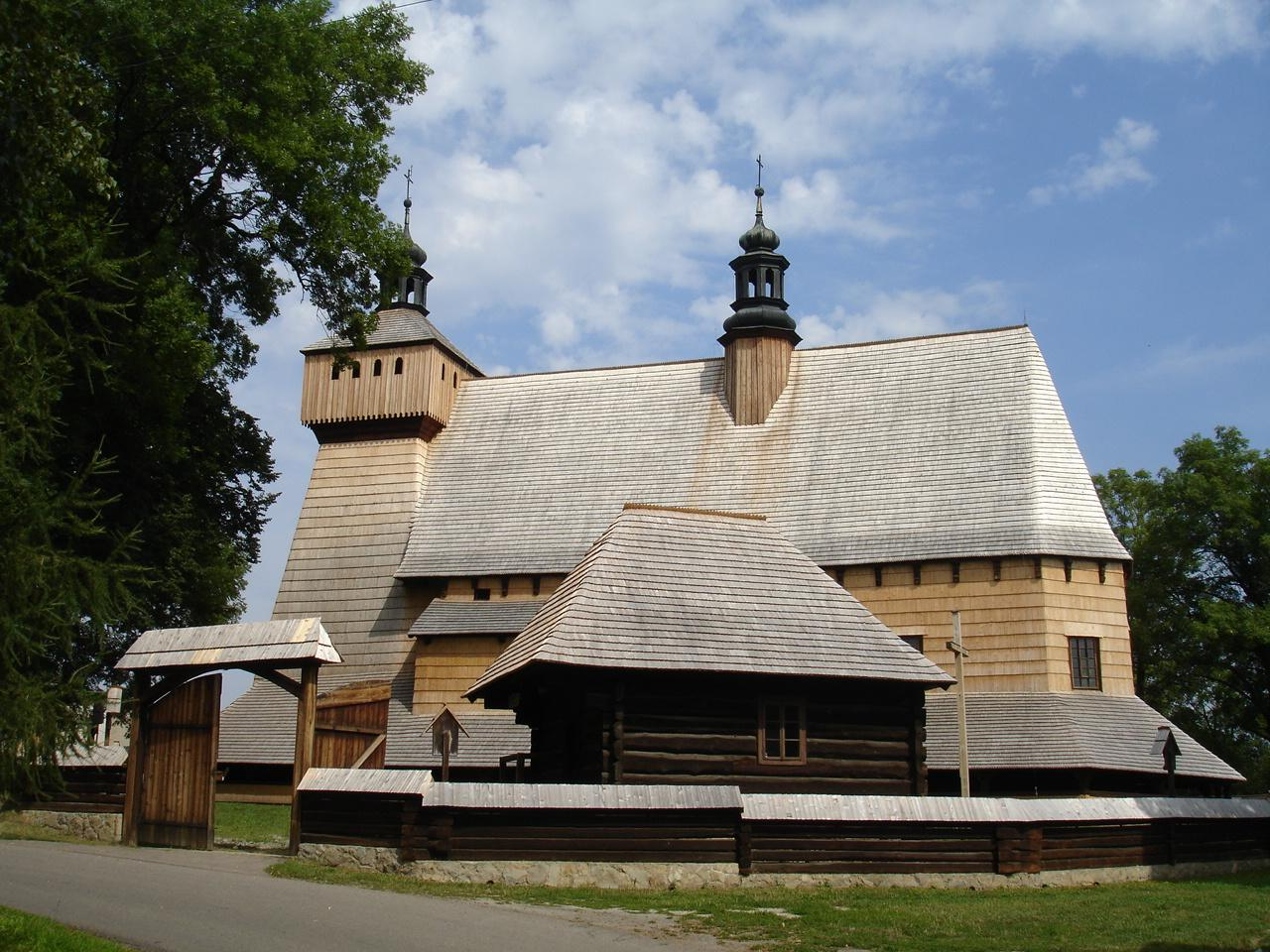
Drewniany gotycki kościół z Haczowa (XIV wiek)[39].
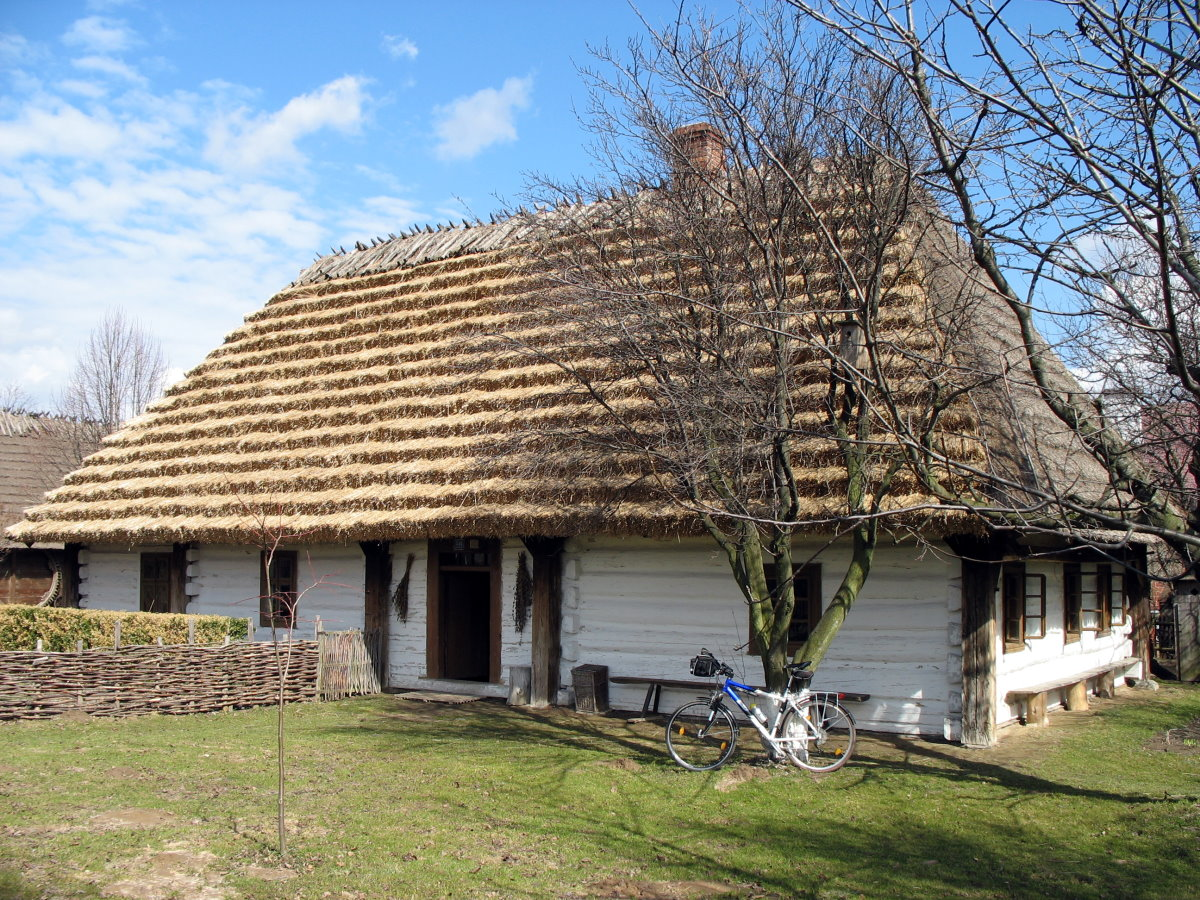
Chałupa przysłupowa[40] ze skansenu w Markowej
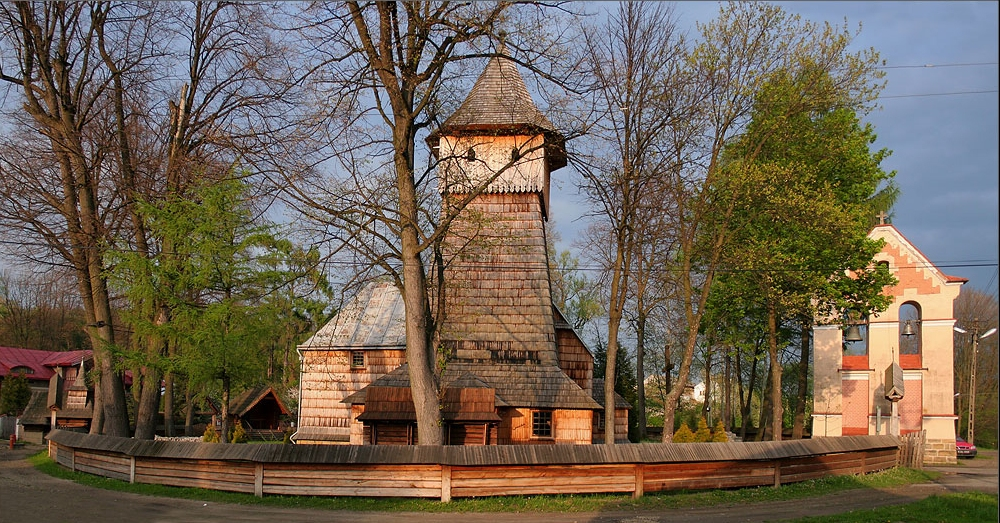
XVI-wieczny kościół we wsi Binarowa

Skansen w Sanoku
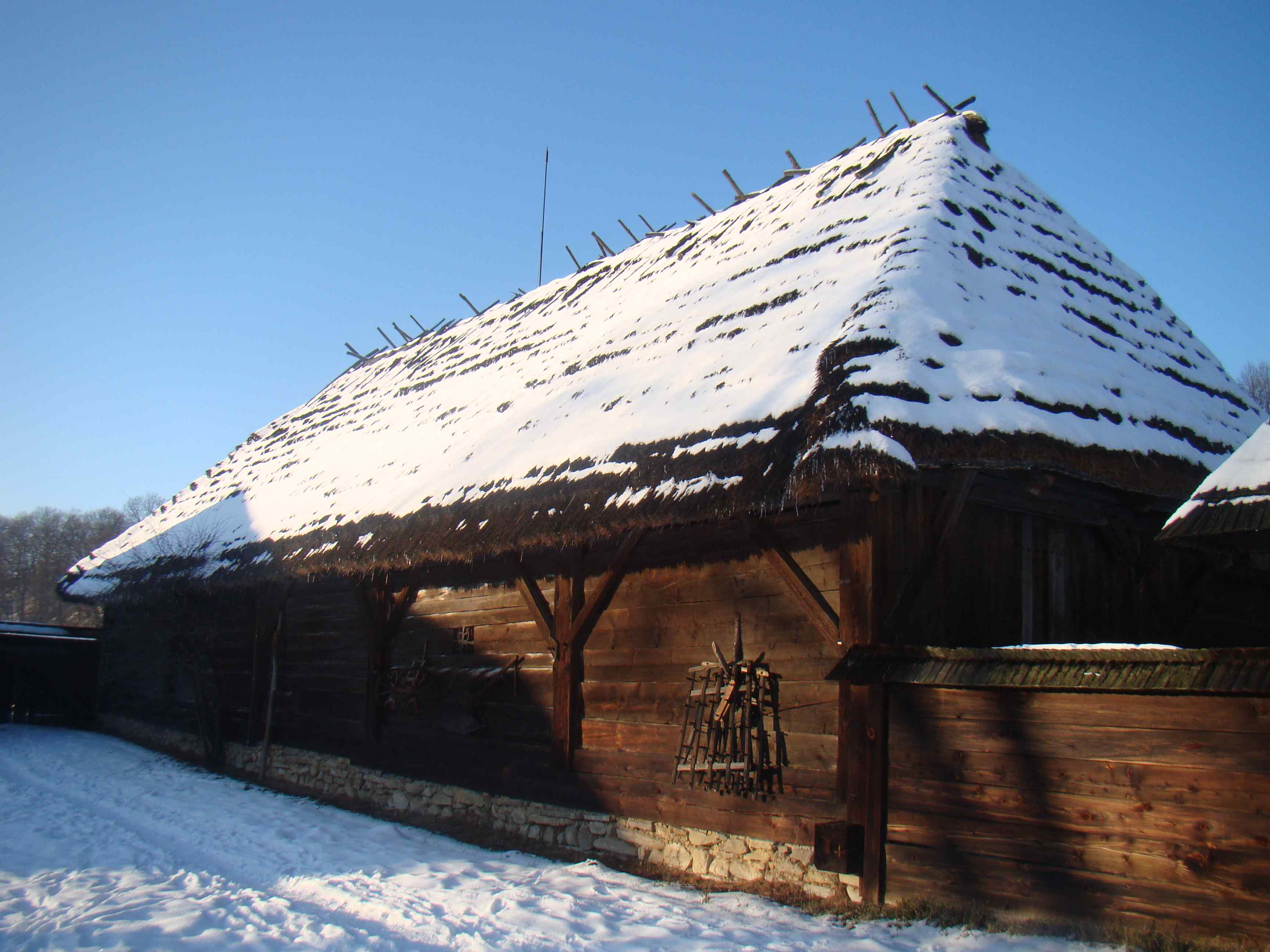
Budynek przysłupowy ze wsi Nozdrzec (1855)
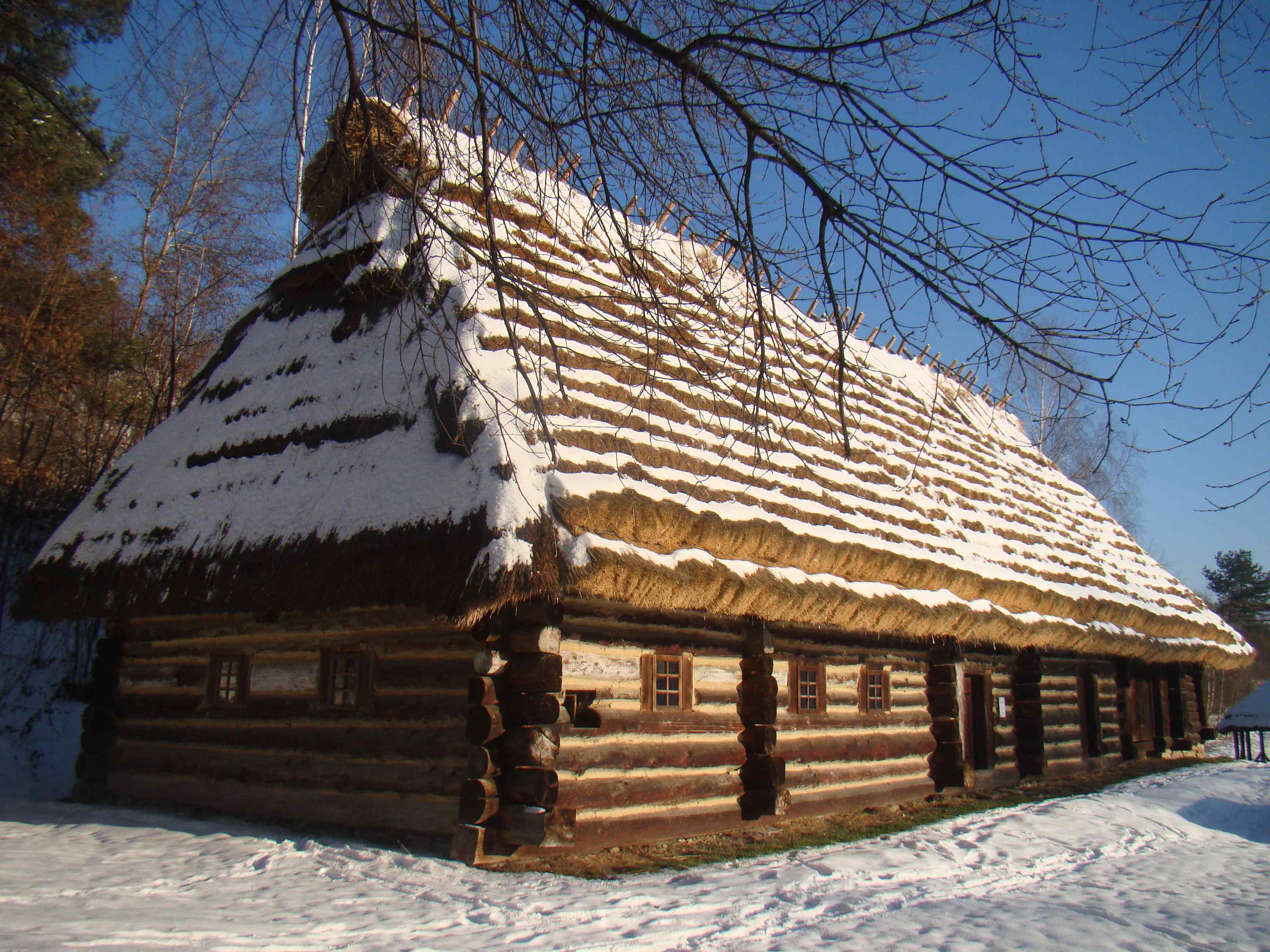
Chałupa tkacka z Korczyny k. Krosna (1790)
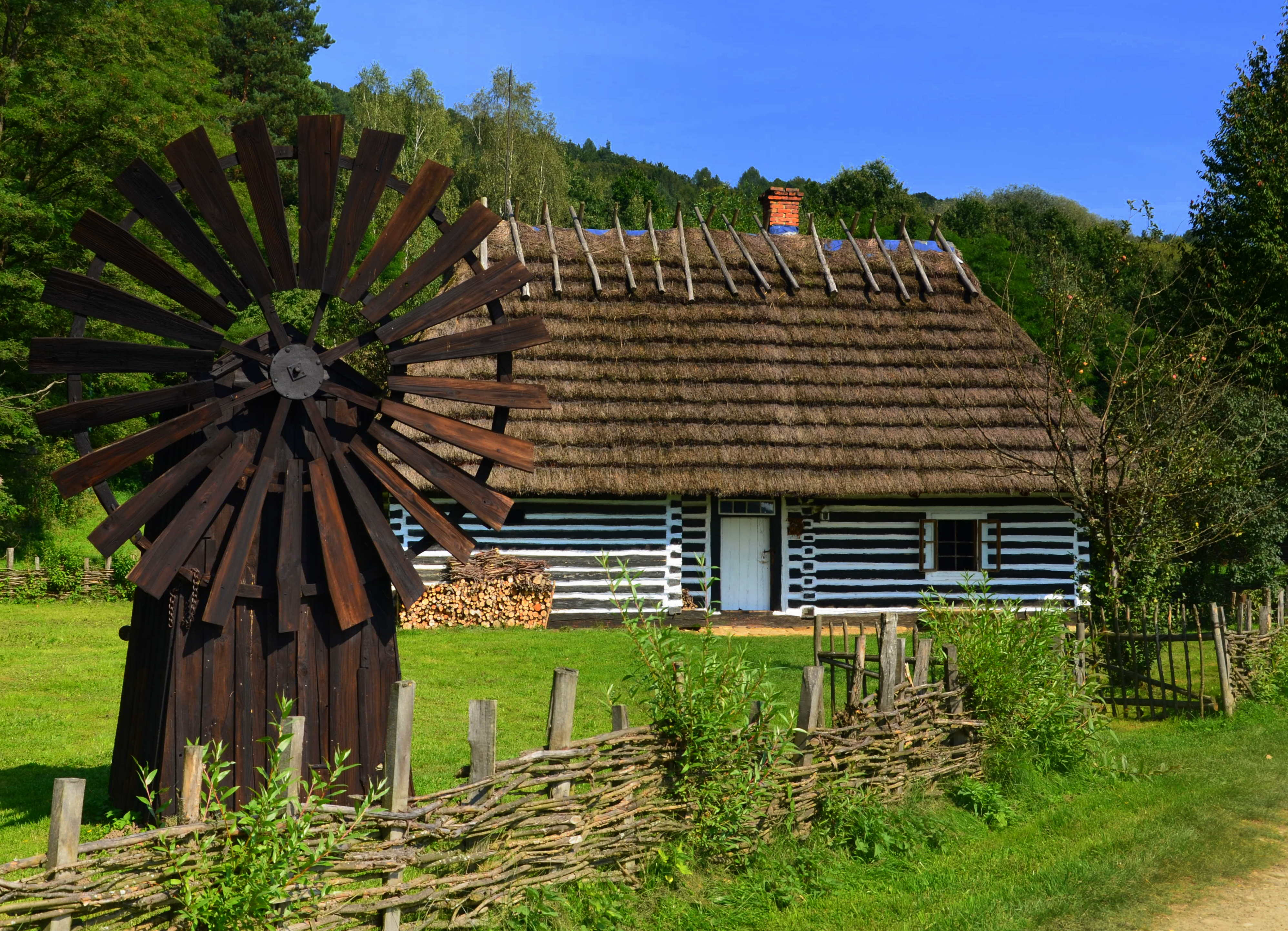
Zagroda wielobudynkowa Pogórzan, wiatrak z Turaszówki

Na zachodzie graniczyli z Lachami sądeckimi, na północy z Lesiokami, na południowym wschodzie z Dolinianami
Po II wojnie światowej dla celów klasyfikacji etnograficznej została wyodrębniona przez Franciszka Kotulę oraz Romana Reinfussa na omawianym obszarze grupa Pogórzanie dla enklaw w obrębie Pogórze. Nazwę grupy Pogórzan wprowadził w 1935 roku Adam Wójcik, zapożyczając ją z nomenklatury geograficznej.

## Osadnictwo
Kazimierz III Wielki zakładał wsie na prawie niemieckim u podnóża Beskidów oraz granicy ze Śląskiem; wokół Myślenic, Tymbarku, Grybowa, Ciężkowic, a także w dorzeczu Ropy, Wisłoki oraz na pograniczu z Rusią Czerwoną. Wśród osadników było około 25% Niemców. Ruś Czerwona leżała wzdłuż ważnej drogi handlowej Śląsk – Kraków – Lwów – Morze Czarne (zob. DK28, DK52, E40), co sprzyjało osiedlaniu na tych terenach osadników ze Śląska i Krakowa.
Wtedy to doszło m.in. do lokacji 20 wsi na prawie niemieckim w ziemi sanockiej i przemyskiej. Jedna z większych etnicznych wysp niemieckich powstała za panowania Ludwika Węgierskiego. Obejmowała Łańcut i 9 wsi na południe od miasta. Wyspa ta utrzymywała odrębność etniczną po XVI wiek, i dopiero wówczas zaczęła się polonizować, ale np. wieś Markowa utrzymała niemieckość do XVIII wieku.
Polski historyk Adam Fastnacht na podstawie średniowiecznych danych źródłowych wskazał obecność niemieckich osadników na terenie ziemi sanockiej w okolicach m.in. Krosna, Rymanowa oraz Krościenka Wyżnego i Niżnego, Haczowie, Korczynie, Komborni, Iwoniczu, Klimkówce, w mniejszych skupiskach w okolicy Sanoka m.in. na Posadzie, Dąbrówce, Porażu, Wielopolu oraz odosobnionych wsiach poza zwartym osadnictwem polskim. Na podobne przykłady niemieckiego osadnictwa na ziemi sanockiej powoływał się również w latach 20. XX wieku prof. Przemysław Dąbkowski. Dodatkowo Fastnacht wskazał na możliwość wykazania pochodzenia mieszkańców Krościenka Wyżnego ze Śląska oraz niektórych mieszkańców Posady Sanockiej z Górnych Węgier.

### Sytuacja osadnicza na obszarze Pogórza w średniowieczu
Niemieckie osadnictwo we wschodnim i zachodnim dorzeczu Wisłoki oraz Sanu:
Albigowa (Helwigau), Bachórz (Großbachersdorf), Bachów, Besko, Białobrzegi (Palversee), Białoboki, Binarowa (Bythner Havn, Binnerhau), Brzozów (Bresen), Bukowsko, Bonarówka (Bonnersdorf), Domaradz (Deutsch-Domaretz), Dynów (Dühnhof), Frysztak (Freistadt), Głowienka, Haczów (Hanshof),Handzlówka(Hanselhof), Harta (Harth), Dylągówka (Dillingshau), Iskrzynia, Iwonicz (Iwanitz), Jaćmierz (Jatschmirs), Jasło (Jessel), Jaśliska (Hohenstadt), Jurowce, Klimkówka, Kombornia (Kaltborn), Korczyna (Kotkenhau), Krosno (Krossen), Królik Polski (Johannsdorf), Lalin Niemiecki, Łańcut (Landshut), Lubatówka (Bischofswald), Łężany, Markowa (Markenhof), Matysówka (Mathisowka), Michałowce (Michelsdorf), Miejsce Piastowe (Peistätten), Rożnowice (Rozembark, Rosenberg), Mrzygłód (Königlich Thirau), Nowotaniec (Lobentanz), Niebieszczany (Siebenwirt), Nowy Glinik (Glinik Niemiecki, Glinnik Allamanorum, Lemberg), Nowy Żmigród (Schmiedeburg), Odrzykoń (Ehrenberg), Pielnia (Pellen), Poraż (Kunzendorf), Prusiek (Prosegg), Rogi, Równe, Rymanów (Reimannshau), Rytarowce (Rittersdorf), Sanok, Strachocina, Strzyżów, Suchodół (Diernthal), Szufnarowa (Schaffnerhau), Targowiska, Trepcza, Tułkowice (Tillkersdorf), Trześniów, Tyrawa Solna (Salzthirau), Tyczyn (Bertoldsdorf), Wielopole (Großenfeld), Wielopole Skrzyńskie (Fürstenberg), Wrocanka, Wojnarówka, Wiśniowa, Zarszyn (Sarschin), Zmennica, Zymbertowa (Siebenwirth).

## Nazwiska o genezie niemieckiej
W rodzinach chłopskich na omawianym obszarze dziedziczne nazwiska stosowano już od XV wieku, zarówno w regionach łańcuckim i krośnieńskim oraz jasielskim. Część nazwisk o genezie niemieckiej jest używana do dziś, choć przeważają w nieco zmienionej formie.
Studia nad pochodzeniem nazwisk mogą być przydatne nad analizą regionów i kierunków, z których mogli przybywać osadnicy. Przykłady nazw osobowych: Braun, Braunek, Bonar (Benner), Albrycht/Olbrycht (Albrecht), Aszlar (Hassler, Hessler), Bader, Balawajder/Balawender/Walawender (Bärenwälder), Bar (Baur, Bauer), Bartman (Barthmann), Bawor (Bauer), Bek (Beck), Berdel (Berdel), Bajgier (Beiger, Berger), Balcer/Belcar (Balzer, Balthasar), Bester, Blajer (Blayer, Bleier), Blok (Block), Boczar (Böttcher), Bok (Bock), Bołd (Bold), Bonar/Bunar (Boner/Benner/Böhner), Borcz (Bortz), Brach, Brej (Brey), Brągiel/Brongiel (Briengel), Brozbar (Brunsbaur), Bruk (Bruck), Busz (Busch), Butnar/Bytnar (Büttner), Cimer/Cymer/Cyma (Zimmer), Cwykiel (Zwienkel), Cwynar (Zwierner), Cyburt (Siebert), Cymerman (Zimmermann), Cyntler, Cypcar (Zipser), Czesnar (Schiessner), Czuchman, Dec, Dopart (Dopphard), Dreslar/Dreszlar (Dressler), Duran, Ek (Eck), Englot (Engelhard), Eschenrath, Fabisz (Fabisch), Fajger (Feiger), Fajks/Foks (Fuchs), Falger, Fichner, Fleszar/Flejszar (Fleischer), Flossnitzer, Fakenday, Firszt (Fürst), Frend (Freund), Fryda (Friede), Frydrych (Friedrich), Fuksa (Fuchs), Fugiel (Vogel), Gac [Götze], Gefert (Geppert, Gebhard), Gerersdorf, Glazar (Glaser), Gocman (Gotzmann), Grebestetter, Gierlach/Gierloch (Gerlach), Glockenbrecht, Grob, Gotfryd (Gottfried), Groma/Grochmal/Krochmal (Grohmann), Gucwa (Gutz), Guznar (Güßner), Gut (Guth, Gutt, Gudt), Hap (Happ), Hawer (Hauer), Hejnar (Heiner), Henczel (Hentschel), Herbut (Herbert), Hoffmann, Hofman, Hoc (Hotz), Hallmann, Haechsler, Hansel, Hartman (Hartmann), Ekiert (Eckert, Ekkehard), Hutman (Huttmann), Homa (Hohmann), Huc (Hutz), Hundz (Hunds), Hycnar (Hitzner), Hypnar/Hipnar (Hübner), Inglot (Engelhard), Ignar (Aigner), Itner (Ittner), Jekiel (Jäckel), Janas (Janess), Jaślar (Hassler, Hessler), Kandefer (Kaymedfel), Kajzar (Kaiser), Kassner, Kenar (Kenner), Kin (Kühn), Kinel (Kienel, Künel), Klejna (Kleiner), Kluz (Klaus, Klose), Kyellar/Kielar/Kielur/Kilar (Keller), Kiedos (Kiedoß), Kichard (Kienhard), Klejman (Kleinmann), Kolb, Kochman/Kochmanski (Kochmann), Kojder (Keuder), Kramarz (Krämer), Kranc (Kranz), Krause, Krauze, Krausz (Krauss), Krukar (Krüger, Kruger), Kurc/Kurcz (Kurz), Kuter (Kütter), Kuźniar, Lampart/Lempart (Lempard, Lamprecht), Lew (Löw), Lignar (Liegner), Linda (Linde), Lonc (Lanz), Lenard, Macnar (Matzner), Matthorn, Mermer, Miler/Mylar (Müller), Megger, Majer/Majerz/Major (Maier, Mayer, Meier, Meyer), Meierth, Michna, Michno, Międlar (Mildner), Mika (Nitze), Misygar (Messinger), Nachman, Nachtigal, Najbar/Nejbar (Neiber, Neubauer), Neumaier, Neumayer, Niemeyer, Naumaier, Nigbor (Niggebuhr, Neubauer), Nikiel (Nickel), Niebel, Nojman (Neumann), Nauman, Oberc (Oberst), Ochman (Ochmann), Olbrot/Olbrych (Albrecht, Olbricht), Penar (Penner, Benner), Pojnar (Beuthner), Pulnar (Bullner), Prajsnar (Preisner), Prugar (Brügger), Pelc/Pelczar (Pelz/Pelzer), Polnar (Pojnar), Pecold/Pecołd (Paetzhold), Poznar/Pyznar (Peisner, Beisner), Rajchel (Reichel), Rajs (Reiss), Reiser (Raizer), Rejman (Reimann), Rozenbanger/Rozembeiger (Rosenberger), Rumpel, Runge, Rysz (Riess, Reiss), Rothbart, Regel, Ross, Rautenkranz, Rupar (Rupper), Ruttar, Rygiel (Riegel), Rymar (Reimer), Riezer (Reiser), Ryzner (Riesner), Sauhaar, Szajer (Scheier), Szelar/Szeler (Scheller), Sziler/Szylar/Silar (Schiller), Szmid/Szmyt (Schmied/Schmidt), Szott (Schott), Solcz (Scholz), Szyndlar (Schindler), Struner, Szprynglar (Springler), Szajna/Szajnar (Scheiner), Szreder (Schröder), Schweingreber, Strampe, Szlemp (Schlempp), Szloch (Schlacht), Szorf (Scharf), Szpilma (Spielmann), Szpunar (Spanner), Szpytma (Späthmann), Szrepfer (Schrepfer), Szturc (Sturz), Szulc (Schulz, Schultz), Schulzenhayn, Szwarc/Szworc (Schwarz), Szuba/Szubart/Szuber/Szuwart/Schubryt/Szubrycht (Schubert/Schubricht), Szuch (Schuh/Schuch), Szuma (Schumann), Szumakier (Schuhmacher), Szuster (Schuster), Stygar (Steiger), Szul (Schull), Szular (Schuler), Szultys (Schultheiß), Szwech (Schwach), Tasz (Tasch), Teczar (Tetzer), Tejchma (Teichmann), Telma (Tellmann), Teper (Tepper), Trojnar (Treuner/Dreher), Trygar (Träger), Tys (Theiss/-ß), Uberman (Übermann), Ulma (Uhlmann), Uchman (Uchmann), Vlamann, Wal (Wahl), Weys/Weisz/Wajs/Wais (Weiss), Weisgirb (Weissgerber), Wencel (Wenzel), Weiner, Wenc (Wenz), Wojnar (Weiner), Wolmar (Vollmar, Vollmer), Wulw (Wulf(-ff), Wolf(-ff)), Zajdel (Seidel), Zöckler, Zwan (Schwan, Zwang), Zygar (Zieger) .
Do niemieckich przodków z omawianego regionu, przyznaje się współczesny polski poeta Janusz Szuber, zamieszkały w Sanoku.

## Postacie ze średniowiecza
- Piotr Węgrzyn
- Fryderyk Myssnar
- Jan Herburt
- Marcin Kromer
- Mikołaj Herburt Odnowski